# Пенья, Федерико
Федерико Фабиан Пенья (англ. Federico Fabian Peña; род. 15 марта 1947, Ларедо, Техас) — американский государственный деятель, занимавший должности министра транспорта (1993—1997) и министра энергетики (1997—1998) в администрации президента Билла Клинтона.

## Биография
Окончил Техасский университет в Остине со степью бакалавра искусств (1969) и доктора права (1972). После окончания университета переехал в Колорадо, где занимался юридической практикой. В 1979 году был избран в Палату представителей Колорадо.
В 1983 году Пенья участвовал в выборах мэра Денвера и одержал победу над занимавшим эту должность Уильямом Макниколсом. В 1987 году он был успешно переизбран на второй срок.
Во время президентской избирательной кампании 1992 года Пенья был советником Билла Клинтона по вопросам транспорта, а после его победы возглавил министерство транспорта. Он договорился о заключении международных авиационных соглашений с 41 страной, сократил количество сотрудников министерства примерно на 11 тысяч человек. Был автором новой авиационной стратегии, открывшей рынки авиаперевозок по всему миру, способствуя оживлению авиационной отрасли.
Несмотря на то, что изначально Пенья планировал покинуть администрацию Клинтона после окончания его первого президентского срока, в 1997 году он стал главой министерства энергетики. На этом посту он руководил крупнейшей приватизацией в истории США — продажей нефятного месторождения Элк-Хиллс за 3,654 миллиарда долларов США.